# Nealcidion cyllenoide
Nealcidion cyllenoide är en skalbaggsart som först beskrevs av Aurivillius 1925.  Nealcidion cyllenoide ingår i släktet Nealcidion och familjen långhorningar. Inga underarter finns listade i Catalogue of Life.